# Mosope River
Mosope River är ett periodiskt vattendrag i Botswana.   Det ligger i distriktet Central, i den centrala delen av landet, 400 km norr om huvudstaden Gaborone.
Omgivningarna runt Mosope River är huvudsakligen savann. Runt Mosope River är det mycket glesbefolkat, med 3 invånare per kvadratkilometer.